# Gaius Octavius (quan tổng đốc tỉnh)

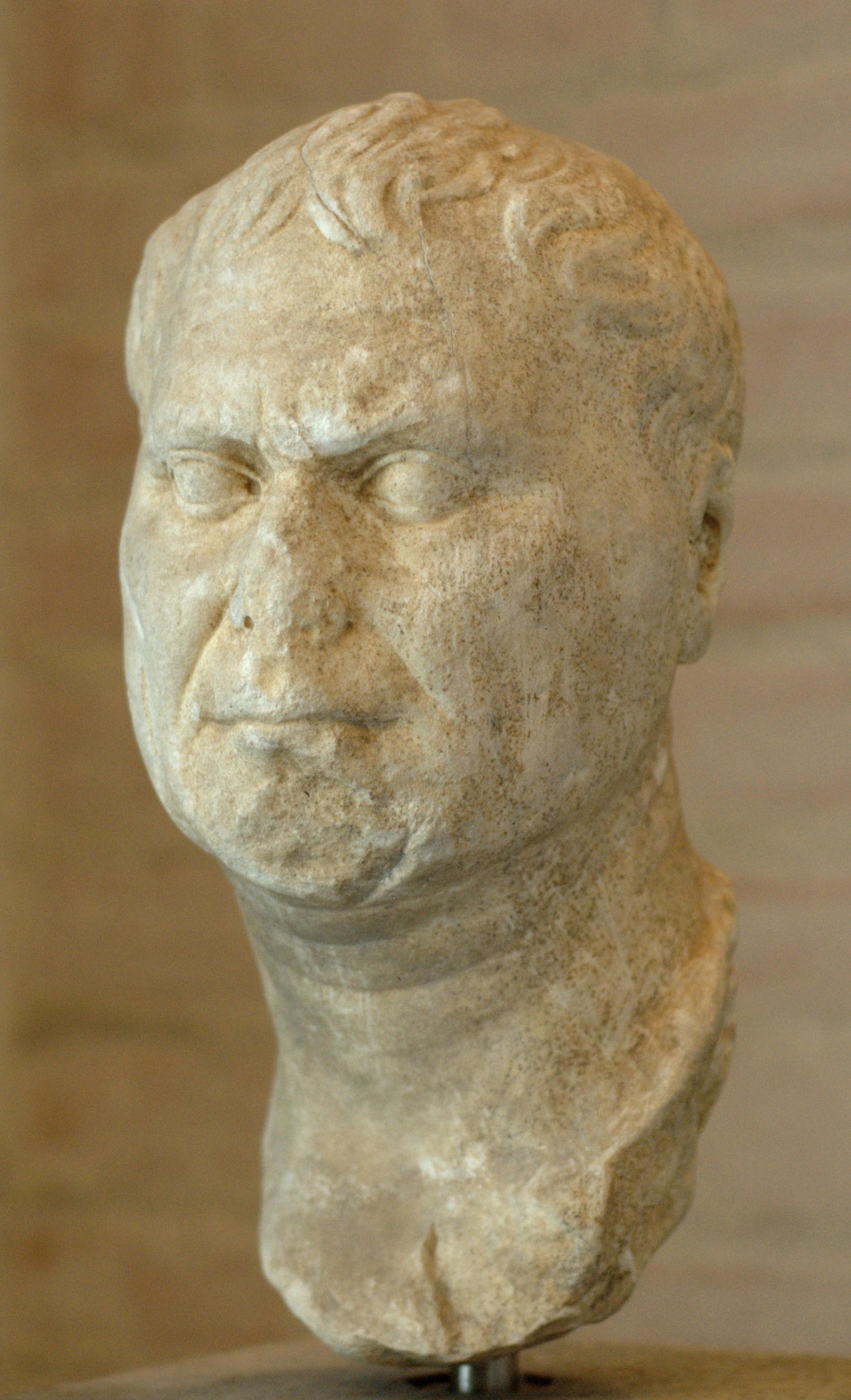
Đầu một bức tượng, được cho là của pháp quan Gaius Octavius, khoảng năm 60 TCN, Glyptothek, München

Gaius Octavius (khoảng 100 – 59 TCN) là tổ tiên của các hoàng đế La Mã thuộc triều đại Julio-Claudia. Ông là cha của Hoàng đế Augustus, ông nội thông qua kết hôn của Hoàng đế Tiberius, ông tổ bốn đời của Hoàng đế Caligula, ông cố của Claudius, và là ông tổ năm đời của Hoàng đế Nero. Ông có nguồn gốc từ một gia đình đẳng cấp Ordo equester (tương đương hiệp sĩ) của gens Octavia. Dù xuất thân giàu có, gia đình ông là thường dân chứ không phải quý tộc. Là một novus homo ("người mới") nên ông không thuộc về gia đình có truyền thống nguyên lão viện.
Ông nội ông, Gaius Octavius, với tư cách một quan bảo dân quân đội đã chiến đấu tại Sicily trong suốt chiến tranh Punic lần thứ hai. Cha ông Gaius Octavius là một quan địa phương và sống rất thọ. Ông là họ hàng (có thể là anh-em họ ba đời, qua tổ tiên chung Gnaeus Octavius Rufus) của Gnaeus Octavius, quan chấp chính năm 87 TCN đã chống lại Lucius Cornelius Cinna.

## Đời tư
Vợ thứ nhất của Octavius là Ancharia. Hai người có với nhau một con gái, gọi là Octavia Lớn. Không rõ hôn nhân của họ kết thúc ra sao, dù có khả năng do Ancharia chết khi sinh con. Sau đó ông cưới Atia Balba Caesonia, con gái của Marcus Atius Balbus và Julia Caesaris và là cháu gái gọi Julius Caesar bằng cậu. Không rõ họ gặp nhau thế nào, nhưng gia đình của Atia (nhà Balbi) sống gần Velitrae, vốn là đất tổ của tộc Octavii. Họ có hai con: Octavia Bé và Gaius Octavius–tức Augustus.

## Sự nghiệp chính trị
Octavius đắc cử chức quan tài vụ, được cho là vào năm 70 TCN. Năm 61 TCN, ông đắc cử chức pháp quan. Vào năm 60 TCN, sau khi hết nhiệm kì, ông được bổ nhiệm chức quan hành chính địa phương của tỉnh Macedonia. Trước khi ông rời Macedonia, viện nguyên lão phái ông đi dẹp một cuộc nổi loạn của nô lệ ở Thurii. Những nô lệ này từng tham gia các cuộc nổi dậy của Spartacus và Catilina. Sau đó ông đến Macedonia và chứng tỏ là một viên quan có thực tài, cai quản "quả cảm và công bằng", các chiến tích của ông bao gồm việc dẫn dắt quân La Mã đến chiến thắng trước cuộc chiến không lường trước với tộc Bessi xứ Thracia. Cicero đánh giá cao tài ngoại giao của ông. Vì nhiệm kỳ thành công làm quan tại Macedonia, ông có được sự ủng hộ cần thiết để ứng cử chức quan chấp chính.
Năm 59 TCN, Octavius xuôi thuyền về lại Roma để ứng cử chức consul. Tuy nhiên, ông đã qua đời trước khi đến được Roma. Ông được cho là qua đời trên chiếc giường ngủ mà Augustus cũng sẽ xuôi tay nhiều năm sau đó. Sự nghiệp của ông được con trai mình tóm tắt lại trên quảng trường xây ở Roma:
C(aius) Octavius C(ai) f(ilius) C(ai) n(epos) C(ai) pr[on(epos)]
pater Augusti
tr(ibunus) mil(itum) bis q(uaestor) aed(ilis) pl(ebis) cum
C(aio) Toranio iudex quaestionum
pr(aetor) proco(n)s(ul) imperator appellatus
ex provincia Macedonia
"Gaius Octavius, con của Gaius, cháu của Gaius và chắt của Gaius,
cha của Augustus,
hai lần làm quan bảo dân quân đội, quan tài vụ, quan thị chính của người dân cùng với
Gaius Toranius, thẩm phán,
pháp quan, quan tổng đốc tỉnh, được [quân lính] tôn gọi là thống soái
của tỉnh Macedonia"

## Gia phả nhà Octavii Rufi
| Cam |

| Lục |

|  |  |                          |                          |                          |                          |                          |                          |                           |                           |                           |                           |                           |                           |                           |                           |                           |                           |                           |                           |                             |                             |                             |                             | Cn. Octavius Rufus q. c. 230 TCN |                             |  |  |  |  |  |  |                                               |                                               |                                               |                                               |                                               |                                               |  |  |  |  |  |  |  |  |  |  |  |  |  |  |  |  |  |  |  |  |  |  |
|  |  |                          |                          |                          |                          |                          |                          |                           |                           |                           |                           |                           |                           |                           |                           |                           |                           |                           |                           |                             |                             |                             |                             |                                  |                             |  |  |  |  |  |  |                                               |                                               |                                               |                                               |                                               |                                               |  |  |  |  |  |  |  |  |  |  |  |  |  |  |  |  |  |  |  |  |  |  |
|  |  |                          |                          |                          |                          |                          |                          |                           |                           |                           |                           |                           |                           |                           |                           |                           |                           |                           |                           |                             |                             |                             |                             |                                  |                             |  |  |  |  |  |  |                                               |                                               |                                               |                                               |                                               |                                               |  |  |  |  |  |  |  |  |  |  |  |  |  |  |  |  |  |  |  |  |  |  |
|  |  |                          |                          |                          |                          |                          |                          |                           |                           |                           |                           |                           |                           | Cn. Octavius pr. 205 TCN  | Cn. Octavius pr. 205 TCN  | Cn. Octavius pr. 205 TCN  | Cn. Octavius pr. 205 TCN  | Cn. Octavius pr. 205 TCN  | Cn. Octavius pr. 205 TCN  |                             |                             |                             |                             |                                  |                             |  |  |  |  |  |  | C. Octavius eq.                               | C. Octavius eq.                               | C. Octavius eq.                               | C. Octavius eq.                               | C. Octavius eq.                               | C. Octavius eq.                               |  |  |  |  |  |  |  |  |  |  |  |  |  |  |  |  |  |  |  |  |  |  |
|  |  |                          |                          |                          |                          |                          |                          |                           |                           |                           |                           |                           |                           | Cn. Octavius pr. 205 TCN  | Cn. Octavius pr. 205 TCN  | Cn. Octavius pr. 205 TCN  | Cn. Octavius pr. 205 TCN  | Cn. Octavius pr. 205 TCN  | Cn. Octavius pr. 205 TCN  |                             |                             |                             |                             |                                  |                             |  |  |  |  |  |  | C. Octavius eq.                               | C. Octavius eq.                               | C. Octavius eq.                               | C. Octavius eq.                               | C. Octavius eq.                               | C. Octavius eq.                               |  |  |  |  |  |  |  |  |  |  |  |  |  |  |  |  |  |  |  |  |  |  |
|  |  |                          |                          |                          |                          |                          |                          |                           |                           |                           |                           |                           |                           | Cn. Octavius cos. 165 TCN | Cn. Octavius cos. 165 TCN | Cn. Octavius cos. 165 TCN | Cn. Octavius cos. 165 TCN | Cn. Octavius cos. 165 TCN | Cn. Octavius cos. 165 TCN |                             |                             |                             |                             |                                  |                             |  |  |  |  |  |  | C. Octavius tr. mil. 216 TCN                  | C. Octavius tr. mil. 216 TCN                  | C. Octavius tr. mil. 216 TCN                  | C. Octavius tr. mil. 216 TCN                  | C. Octavius tr. mil. 216 TCN                  | C. Octavius tr. mil. 216 TCN                  |  |  |  |  |  |  |  |  |  |  |  |  |  |  |  |  |  |  |  |  |  |  |
|  |  |                          |                          |                          |                          |                          |                          |                           |                           |                           |                           |                           |                           | Cn. Octavius cos. 165 TCN | Cn. Octavius cos. 165 TCN | Cn. Octavius cos. 165 TCN | Cn. Octavius cos. 165 TCN | Cn. Octavius cos. 165 TCN | Cn. Octavius cos. 165 TCN |                             |                             |                             |                             |                                  |                             |  |  |  |  |  |  | C. Octavius tr. mil. 216 TCN                  | C. Octavius tr. mil. 216 TCN                  | C. Octavius tr. mil. 216 TCN                  | C. Octavius tr. mil. 216 TCN                  | C. Octavius tr. mil. 216 TCN                  | C. Octavius tr. mil. 216 TCN                  |  |  |  |  |  |  |  |  |  |  |  |  |  |  |  |  |  |  |  |  |  |  |
|  |  |                          |                          |                          |                          |                          |                          |                           |                           |                           |                           |                           |                           |                           |                           |                           |                           |                           |                           |                             |                             |                             |                             |                                  |                             |  |  |  |  |  |  |                                               |                                               |                                               |                                               |                                               |                                               |  |  |  |  |  |  |  |  |  |  |  |  |  |  |  |  |  |  |  |  |  |  |
|  |  |                          |                          |                          |                          |                          |                          | Cn. Octavius cos. 128 TCN | Cn. Octavius cos. 128 TCN | Cn. Octavius cos. 128 TCN | Cn. Octavius cos. 128 TCN | Cn. Octavius cos. 128 TCN | Cn. Octavius cos. 128 TCN |                           |                           |                           |                           |                           |                           | M. Octavius tr. pl. 133 TCN | M. Octavius tr. pl. 133 TCN | M. Octavius tr. pl. 133 TCN | M. Octavius tr. pl. 133 TCN | M. Octavius tr. pl. 133 TCN      | M. Octavius tr. pl. 133 TCN |  |  |  |  |  |  | C. Octavius magistr.                          | C. Octavius magistr.                          | C. Octavius magistr.                          | C. Octavius magistr.                          | C. Octavius magistr.                          | C. Octavius magistr.                          |  |  |  |  |  |  |  |  |  |  |  |  |  |  |  |  |  |  |  |  |  |  |
|  |  |                          |                          |                          |                          |                          |                          | Cn. Octavius cos. 128 TCN | Cn. Octavius cos. 128 TCN | Cn. Octavius cos. 128 TCN | Cn. Octavius cos. 128 TCN | Cn. Octavius cos. 128 TCN | Cn. Octavius cos. 128 TCN |                           |                           |                           |                           |                           |                           | M. Octavius tr. pl. 133 TCN | M. Octavius tr. pl. 133 TCN | M. Octavius tr. pl. 133 TCN | M. Octavius tr. pl. 133 TCN | M. Octavius tr. pl. 133 TCN      | M. Octavius tr. pl. 133 TCN |  |  |  |  |  |  | C. Octavius magistr.                          | C. Octavius magistr.                          | C. Octavius magistr.                          | C. Octavius magistr.                          | C. Octavius magistr.                          | C. Octavius magistr.                          |  |  |  |  |  |  |  |  |  |  |  |  |  |  |  |  |  |  |  |  |  |  |
|  |  |                          |                          |                          |                          |                          |                          |                           |                           |                           |                           |                           |                           |                           |                           |                           |                           |                           |                           |                             |                             |                             |                             |                                  |                             |  |  |  |  |  |  |                                               |                                               |                                               |                                               |                                               |                                               |  |  |  |  |  |  |  |  |  |  |  |  |  |  |  |  |  |  |  |  |  |  |
|  |  | Cn. Octavius cos. 87 TCN | Cn. Octavius cos. 87 TCN | Cn. Octavius cos. 87 TCN | Cn. Octavius cos. 87 TCN | Cn. Octavius cos. 87 TCN | Cn. Octavius cos. 87 TCN |                           |                           |                           |                           | M. Octavius tr. pl.       | M. Octavius tr. pl.       | M. Octavius tr. pl.       | M. Octavius tr. pl.       | M. Octavius tr. pl.       | M. Octavius tr. pl.       |                           |                           |                             |                             |                             |                             |                                  |                             |  |  |  |  |  |  | C. Octavius procos. MAC. 60 TCN               | C. Octavius procos. MAC. 60 TCN               | C. Octavius procos. MAC. 60 TCN               | C. Octavius procos. MAC. 60 TCN               | C. Octavius procos. MAC. 60 TCN               | C. Octavius procos. MAC. 60 TCN               |  |  |  |  |  |  |  |  |  |  |  |  |  |  |  |  |  |  |  |  |  |  |
|  |  | Cn. Octavius cos. 87 TCN | Cn. Octavius cos. 87 TCN | Cn. Octavius cos. 87 TCN | Cn. Octavius cos. 87 TCN | Cn. Octavius cos. 87 TCN | Cn. Octavius cos. 87 TCN |                           |                           |                           |                           | M. Octavius tr. pl.       | M. Octavius tr. pl.       | M. Octavius tr. pl.       | M. Octavius tr. pl.       | M. Octavius tr. pl.       | M. Octavius tr. pl.       |                           |                           |                             |                             |                             |                             |                                  |                             |  |  |  |  |  |  | C. Octavius procos. MAC. 60 TCN               | C. Octavius procos. MAC. 60 TCN               | C. Octavius procos. MAC. 60 TCN               | C. Octavius procos. MAC. 60 TCN               | C. Octavius procos. MAC. 60 TCN               | C. Octavius procos. MAC. 60 TCN               |  |  |  |  |  |  |  |  |  |  |  |  |  |  |  |  |  |  |  |  |  |  |
|  |  | L. Octavius cos. 75 TCN  | L. Octavius cos. 75 TCN  | L. Octavius cos. 75 TCN  | L. Octavius cos. 75 TCN  | L. Octavius cos. 75 TCN  | L. Octavius cos. 75 TCN  |                           |                           |                           |                           | Cn. Octavius cos. 76 TCN  | Cn. Octavius cos. 76 TCN  | Cn. Octavius cos. 76 TCN  | Cn. Octavius cos. 76 TCN  | Cn. Octavius cos. 76 TCN  | Cn. Octavius cos. 76 TCN  |                           |                           |                             |                             |                             |                             |                                  |                             |  |  |  |  |  |  | C. Octavius (Augustus) imp. rom. 27 TCN–CN 14 | C. Octavius (Augustus) imp. rom. 27 TCN–CN 14 | C. Octavius (Augustus) imp. rom. 27 TCN–CN 14 | C. Octavius (Augustus) imp. rom. 27 TCN–CN 14 | C. Octavius (Augustus) imp. rom. 27 TCN–CN 14 | C. Octavius (Augustus) imp. rom. 27 TCN–CN 14 |  |  |  |  |  |  |  |  |  |  |  |  |  |  |  |  |  |  |  |  |  |  |
|  |  | L. Octavius cos. 75 TCN  | L. Octavius cos. 75 TCN  | L. Octavius cos. 75 TCN  | L. Octavius cos. 75 TCN  | L. Octavius cos. 75 TCN  | L. Octavius cos. 75 TCN  |                           |                           |                           |                           | Cn. Octavius cos. 76 TCN  | Cn. Octavius cos. 76 TCN  | Cn. Octavius cos. 76 TCN  | Cn. Octavius cos. 76 TCN  | Cn. Octavius cos. 76 TCN  | Cn. Octavius cos. 76 TCN  |                           |                           |                             |                             |                             |                             |                                  |                             |  |  |  |  |  |  | C. Octavius (Augustus) imp. rom. 27 TCN–CN 14 | C. Octavius (Augustus) imp. rom. 27 TCN–CN 14 | C. Octavius (Augustus) imp. rom. 27 TCN–CN 14 | C. Octavius (Augustus) imp. rom. 27 TCN–CN 14 | C. Octavius (Augustus) imp. rom. 27 TCN–CN 14 | C. Octavius (Augustus) imp. rom. 27 TCN–CN 14 |  |  |  |  |  |  |  |  |  |  |  |  |  |  |  |  |  |  |  |  |  |  |
|  |  |                          |                          |                          |                          |                          |                          |                           |                           |                           |                           | M. Octavius aed. 50 TCN   |                           |                           |                           |                           |                           |                           |                           |                             |                             |                             |                             |                                  |                             |  |  |  |  |  |  |                                               |                                               |                                               |                                               |                                               |                                               |  |  |  |  |  |  |  |  |  |  |  |  |  |  |  |  |  |  |  |  |  |  |

Vì Gaius Octavius V được nhận nuôi bởi ông cậu Julius Caesar của mình và trở thành một thành viên của nhà Julii Caesares, nomen gentile (họ) của gia đình không truyền cho con gái duy nhất (tức là Julia Lớn) và các con trai nuôi của ông này (Gaius Caesar, Lucius Caesar, Tiberius và Agrippa Postumus), việc đó đánh dấu kết cho dòng nam của nhà Octavii Rufi.

## Cũng xem
- Octavia (gens)